# 清真伙计
清真伙计（英語：The Halal Guys，也称鸡肉米饭）是美國纽约市53街和第6大道路口拐角一个熱門清真希腊旋转烤肉快餐推车的摊名。推车的主打餐點是鸡肉或希腊烤肉配米饭，同时也出售希腊烤肉卷饼。推车的营业时间比较特别，一般于晚上7:30开业，直到凌晨4:00才歇业。
随着纽约各个清真烤肉推车受到越来越多的欢迎，在过去的5到8年间，不少原先的热狗摊贩渐渐被之取代，如今在一些纽约的路口，清真烤肉推车和热狗推车数量的比例高达3比1。同时在经营的产品大受欢迎之后，该店亦走上了扩张之路，在美国其他城市乃至加拿大、马来西亚、菲律宾及印尼开设了多家分店。
推车的菜单相对简单，最受欢迎的是6美元一盘的肉配米饭和4美元的卷饼。盘里配米饭的肉类由顾客选择，包括鸡肉、羊肉或者鸡肉羊肉各半，米饭之外配菜包括沙律（生菜），口袋饼（Pita）和自选红／白／烤肉调料汁。而卷饼是由口袋饼卷肉、沙律和调料汁。白调料汁是这个推车的最大特色，同时也是摊主的秘密，顾客虽然不知道白调料汁的成份是什么，但多因对其味道喜爱而要求额外多加调料。
街对面的另一个推车是这个推车的姊妹车。与通常观点不同，街对面的推车其实是由同一个业主经营的。营业时间是上午10点到次日凌晨4点，厨师在晚上7点交接班。在白天，这里的沙律中加有西红柿，价钱也便宜1美元——卷饼3美元、肉配饭5美元。
随着推车越来越受欢迎，顾客越来越多。2007年初排队的顾客发生口角大打出手，推车主人不得已雇来了保镖维持秩序。
推车的摊主是埃及人，曾经经营过卖热狗的推车，1992年转而经营清真烤肉，并自称是纽约第一个在街头出售清真肉食的摊贩。推车最初是针对深夜出租车司机（多为吃清真食品的巴基斯坦和埃及的穆斯林）而设，随之受到都市夜生活人群的推崇，更有人从邻近的新泽西州专门前来光顾，顾客有时要排队2小时之久。目前周五或周六晚上的排队等待时间约为75分钟。推车的员工身穿黄色的T恤作为“制服”，上面写着“我们与众不同”。